# Grafos

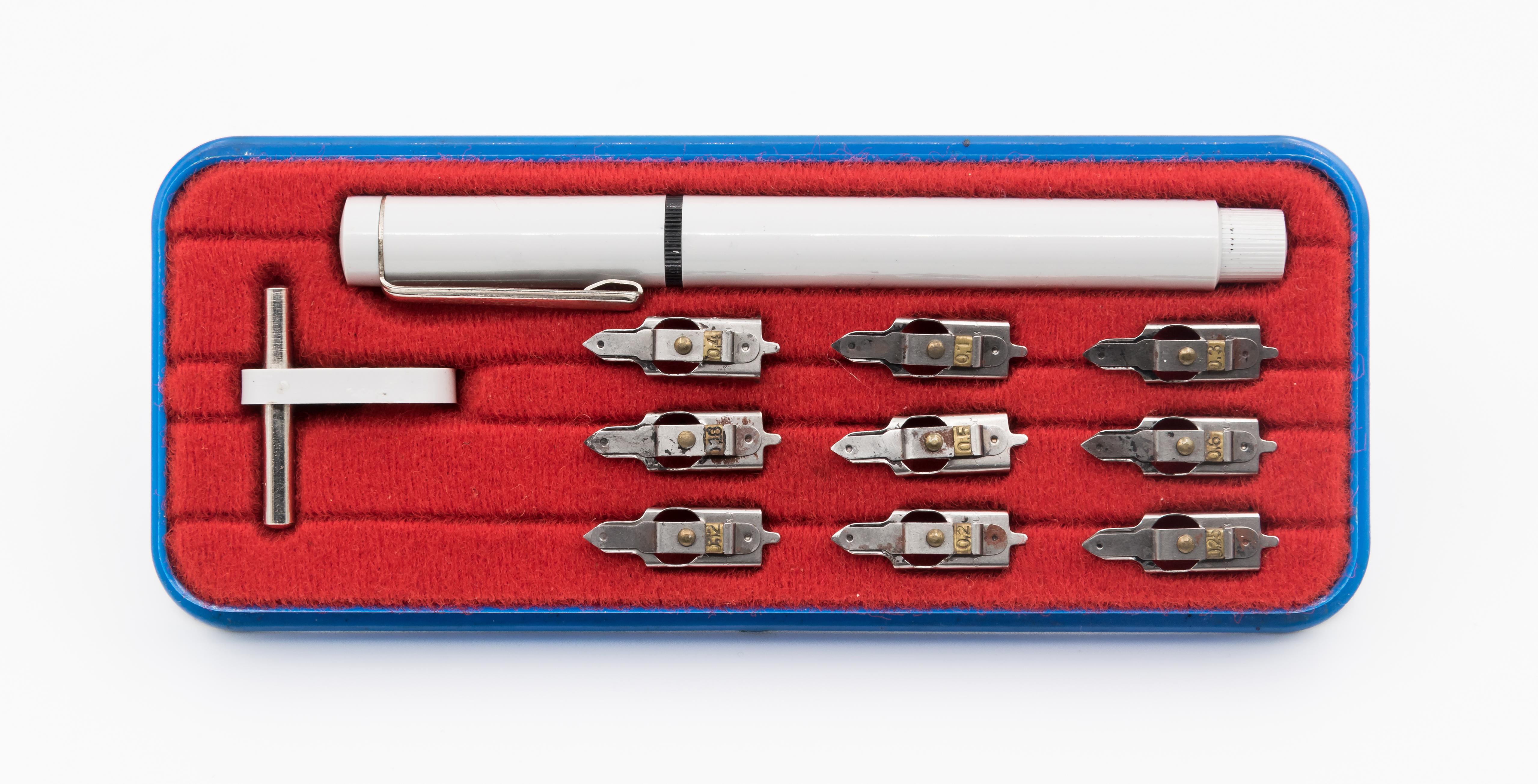
Grafos w etui

Grafos (gr. graphos) – przyrząd kreślarski w postaci pióra z wymienną stalówką. Jego użycie pozwalało na kreślenie linii określonej grubości podczas wykonywania rysunku technicznego tuszem na papierze (brystolu) lub kalce technicznej. Pióro miało zbiorniczek na tusz kreślarki napełniany aplikatorem. Wymienne stalówki umożliwiały kreślenie linii różnych grubości przy użyciu linijki lub krzywika. Możliwe było także kreślenie większych okręgów. W skład kompletu wchodziły zazwyczaj stalówki do kreślenia linii grubości: 0,12;  0,15;  0,2;  0,3;  0,4;  0,5  i  0,6 mm.
Kreślenie rysunków technicznych przy pomocy grafosu wymagało wcześniejszego przygotowania przyrządu do pracy. W pierwszej kolejności należało pióro napełnić tuszem, co było możliwe po zdjęciu stalówki i wyjęciu nasadki blokującej tusz z wnętrza pióra. Tusz spływał do stalówki wzdłuż płytkiej, wąskiej szczeliny w nasadce i przez niewielki otwór, w którym zaczepiona była stalówka, przedostawał się pomiędzy jej blaszki.
Podczas kreślenia, zwłaszcza linii o mniejszych grubościach, blaszki stalówki wymagały oczyszczenia z zasychających drobin tuszu.
Także po skończonej pracy konieczne było staranne opróżnienie zbiorniczka, oczyszczenie i osuszenie wszystkich elementów przyrządu.
Przy użyciu grafosu do opisywania rysunków (nie był to przyrząd przeznaczony do wykonywania pisma technicznego) uzyskiwało się litery kroju dwuelementowego (linie pionowe były znacznie szersze od poziomych), co jest sprzeczne z zasadami rysunku technicznego.

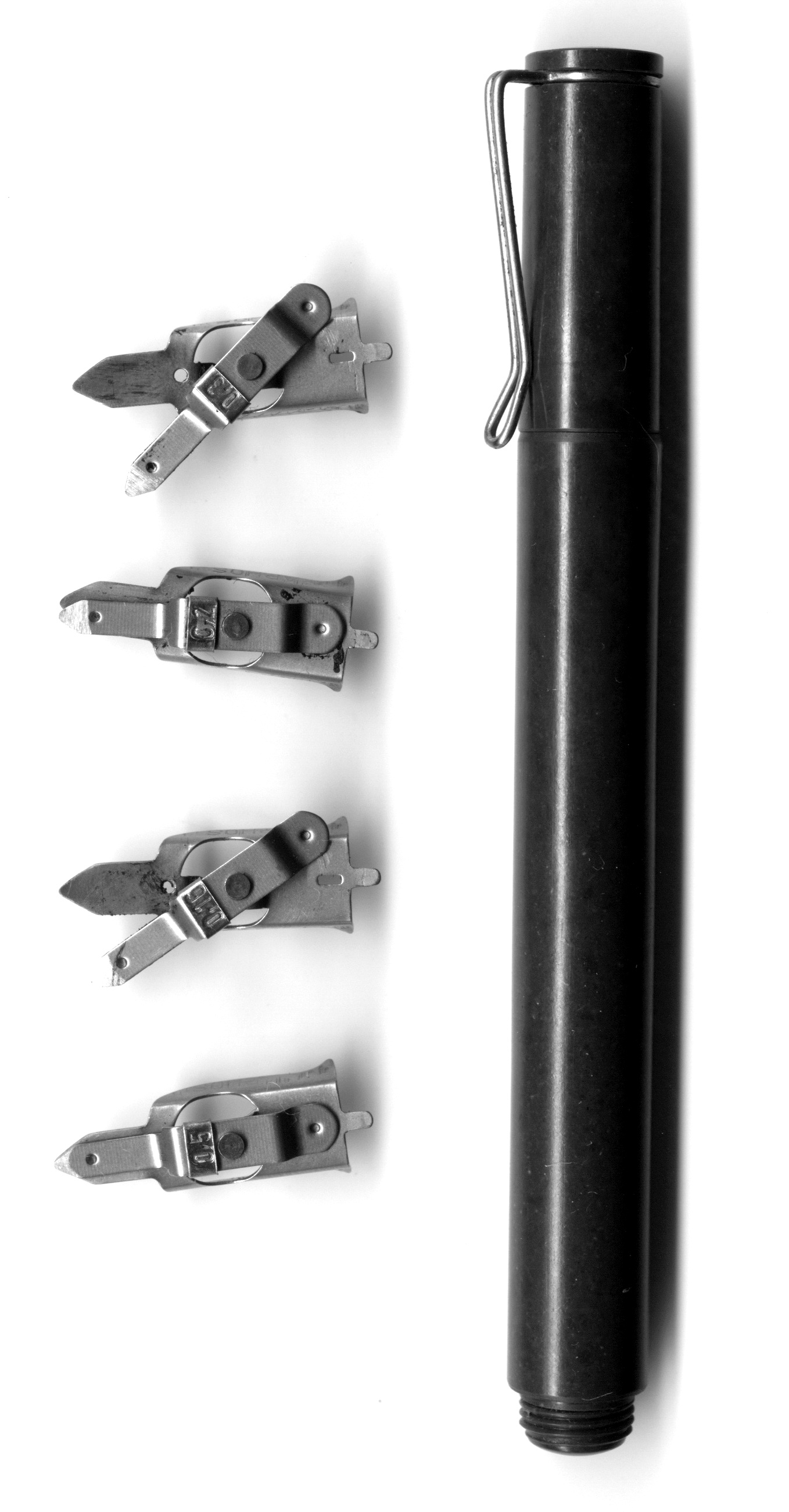
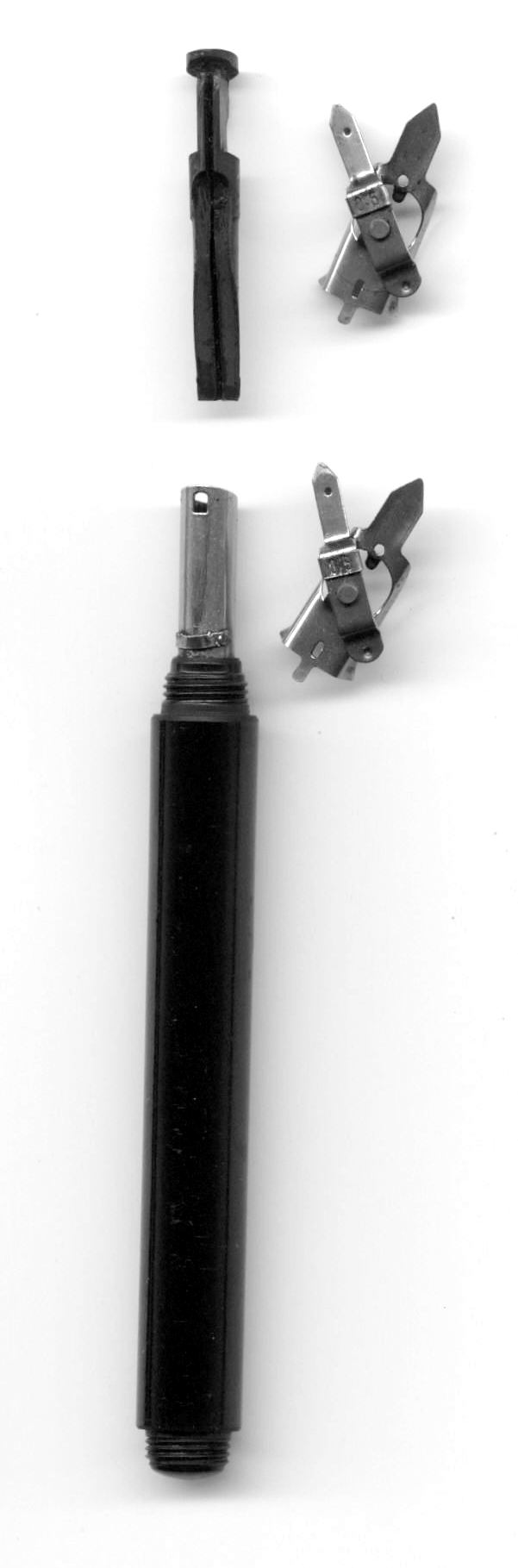
Poszczególne części grafosu, widoczna szczelina w nasadce i miejsca zaczepienia stalówki
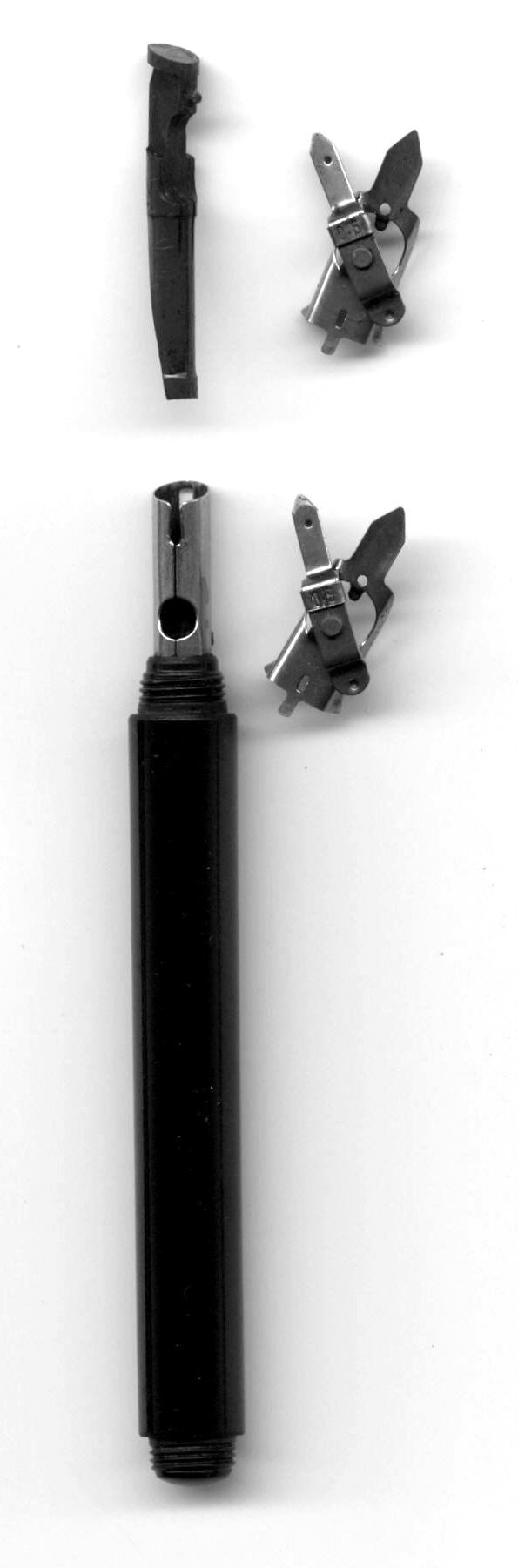
Części grafosu - tylna strona korpusu i profil nasadki
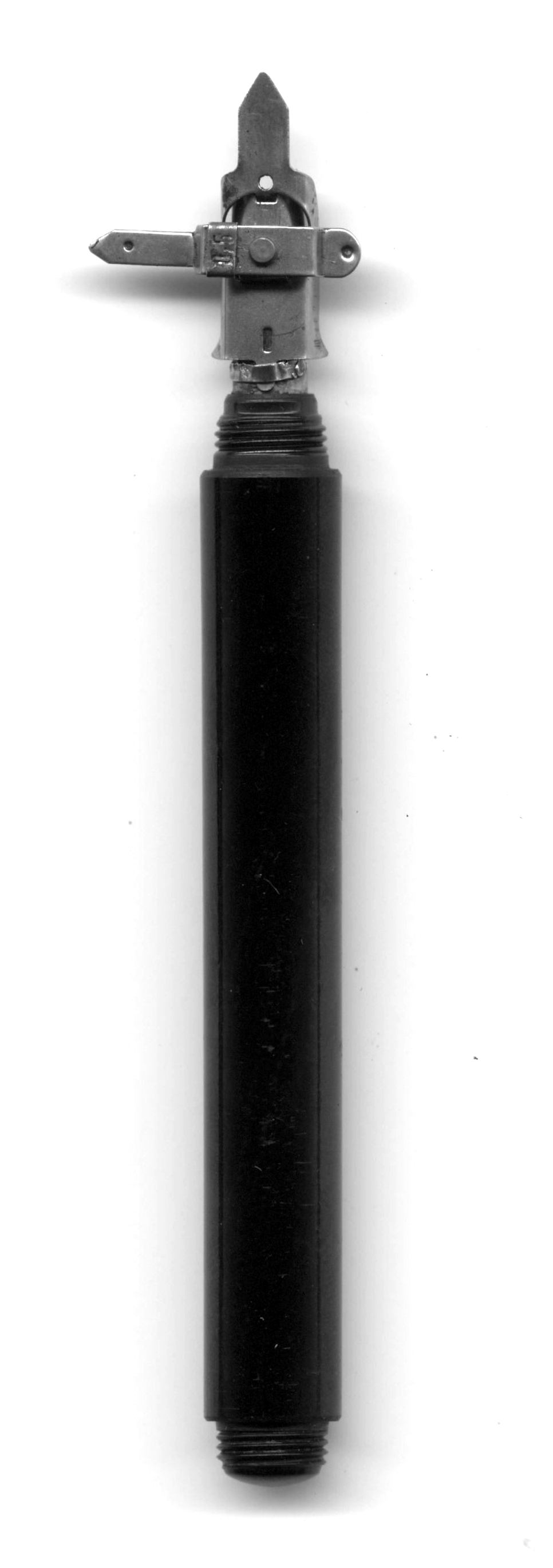
Grafos podczas przerwy w pracy
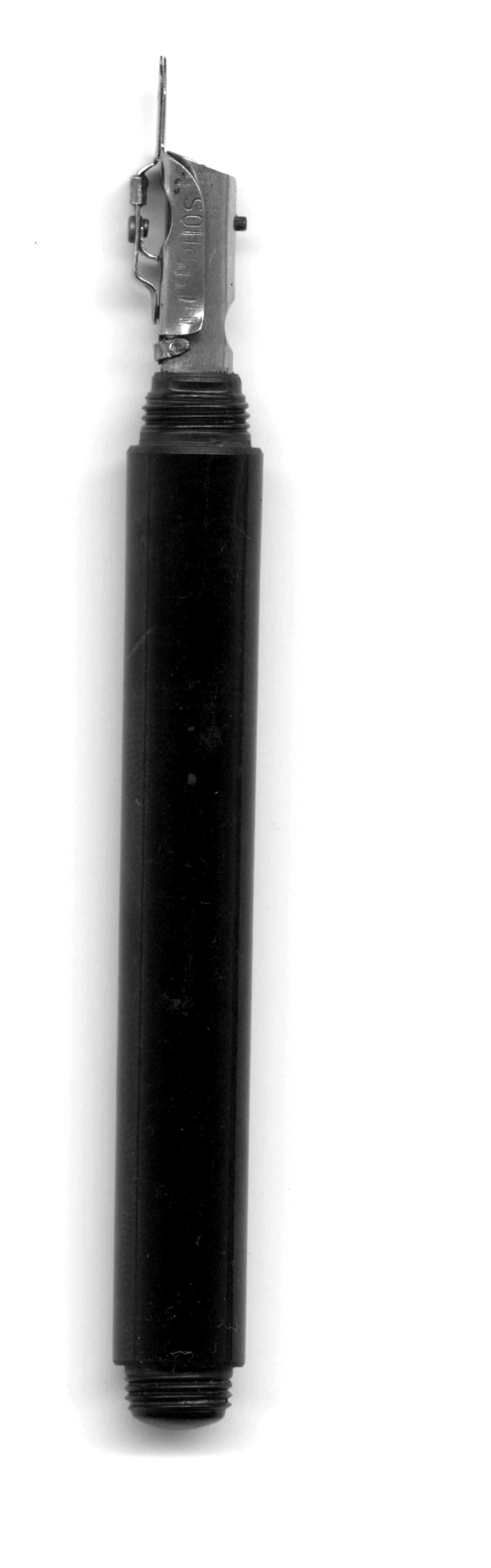
Grafos przygotowany do pracy